# Roc de Rumbau
El Roc de Rumbau, o Roca dels Moros, és un massís rocós situat al nord de Peramola (Alt Urgell) amb una cota màxima de 991 m. En la paret que domina el paisatge hi ha una balma amb representacions de pintura rupestre protegides com Patrimoni de la Humanitat en el conjunt de l'Art rupestre de l'arc mediterrani de la península Ibèrica.
La paret on es troben les pintures presenta unes fortes colades hídriques que han alterat gran part del suport. En una cavitat entre dues grans colades es conserva el conjunt pictòric. Aquest petit buit, orientat cap a l'est, és d'unes dimensions de 3 metres d'alçada per 2 metres d'amplada. Les figures es troben a uns 6 metres d'altura. El conjunt està integrat per una composició a l'entorn de la qual es presenten una sèrie de motius de gran importància. S'individualitzen 6 figures: 1) cercles concatenats, 2) indeterminat, 3) traç, 4) elements anellats i taques de pigment, 5) digitacions, 6) barra. L'espai pintat, malgrat que està protegit per la concavitat en què es localitza, presenta una forta concreció, especialment en la meitat inferior, que impedeix la seva visibilitat de manera clara. És possible que la figura principal continués o es concretés en aquesta zona.
La singularitat temàtica amb elements punctiformes o digitacions fa que s'inscrigui en l'edat del bronze, època en què abunda aquesta pintura esquemàtica. No obstant això, no es disposa d'elements sòlids per determinar-ne una cronologia, ja que les digitacions com cercles tenen una perduració extraordinària.